# Shingon (budisme)
Shingon (del japonès: 真言 «paraula veritable») és una escola budista del Japó fundada per Kūkai al segle ix després de Crist. Fou influït pel tantrisme i la religió del Shinto. Té un caràcter màgic místic i religiós complex. Mitjançant diagrames anomenats mandala representa el cosmos, que simbolitza la força vital i l'entitat ideal.